# Land of the Free II
Land of the Free II — дев'ятий студійний альбом павер-метал-гурту Gamma Ray. 16 листопада 2007 року він вийшов у Німеччині, 19 листопада в Європі, 21 листопада в Японії та 15 січня 2008 року в Північній Америці. Для розкрутки Land of the Free II, Gamma Ray разом з гуртом Helloween в 2007–2008 здійснив Hellish Rock Tour. Пісня «Into the Storm» доступна на сторінці MySpace [Архівовано 10 жовтня 2009 у Wayback Machine.] і на Youtube.
Перше видання альбому видане як Digipak, було обмежене до 30,000 копій.

## Список композицій
1. «Rising Again» (Хансен) — 0:27
2. «To Mother Earth» (Хансен) — 5:11
3. «Empress» (Ціммерман) — 6:22
4. «Rain» (Ріхтер) — 5:16
5. «Into The Storm» (Хансен) — 3:47
6. «When The World» (Хансен) — 5:44
7. «From The Ashes» (Хансен) — 5:26
8. «Leaving Hell» (Хансен) — 4:20
9. «Real World» (Хансен) — 5:42
10. «Hear Me Calling» (Ріхтер) — 4:14
11. «Opportunity» (Шлехтер) — 7:14
12. «Insurrection» (Хансен) — 11:33

## Список композицій (зарубіжна версія)
1. «Into The Storm» (Хансен) — 3:47
2. «From The Ashes» (Хансен) — 5:26
3. «Rising Again» (Хансен) — 0:27
4. «To Mother Earth» (Хансен) — 5:11
5. «Rain» (Ріхтер) — 5:16
6. «Leaving Hell» (Хансен) — 4:20
7. «Empress» (Ціммерман) — 6:22
8. «When The World» (Хансен) — 5:44
9. «Opportunity» (Шлехтер) — 7:14
10. «Real World» (Хансен) — 5:42
11. «Hear Me Calling» (Ріхтер) — 4:14
12. «Insurrection» (Хансен) — 11:33
японський бонус-трек
13. «Blood Religion (Live in Montréal)»

## Виконавці
- Кай Хансен — вокал, гітара;
- Хеньо Ріхтер — гітара, клавішні;
- Дірк Шлехтер — бас;
- Дан Ціммерман — ударні.

## Позиції в чартах
- Німеччина: #54
- Швеція: #57
- Норвегія: #98